# Paul Davies (politico)
Paul Windsor Davies (Pontsian, 1969) è un politico gallese, leader dei Conservatori Gallesi dal 6 settembre 2018 e membro del Parlamento gallese per Preseli Pembrokeshire dal 3 maggio 2007. Ha ottenuto il seggio dai laburisti ed è stato rieletto nel maggio 2011, e di nuovo nel maggio 2016. Davies è il leader dell'opposizione in Galles poiché i conservatori gallesi sono il secondo partito più grande del Senedd.

## Formazione e carriera professionale
Davies è cresciuto a Pontsian. Ha frequentato la Tregroes Primary School e la Llandysul Grammar School, ottenendo i livelli A alla Newcastle Emlyn Comprehensive School. Davies vive ora a Blaenffos, nel nord del Pembrokeshire.
Ha lavorato per Lloyds TSB a partire dal 1987 fino alla sua elezione all'Assemblea nazionale per il Galles, con un impiego come Business Manager con sede a Haverfordwest aiutando a sviluppare piccole imprese.

## Carriera politica
Nel febbraio 2000 è stato scelto come candidato dei Conservatori Gallesi nelle elezioni suppletive di Ceredigion; ha ottenuto il terzo posto dopo aver aumentato i voti del Partito Conservatore. Corse di nuovo per il seggio nelle elezioni generali del 2001. Nelle elezioni dell'Assemblea del 2003, corse per il seggio di Preseli Pembrokeshire dove la quota di voti aumentò dal 23% al 30%, tagliando la maggioranza del Partito Laburista a 1.326.
Davies ha anche ricoperto incarichi all'interno del Partito Conservatore locale, guidando la presidenza della Ceredigion Conservative Association e vicepresidente dei Conservatori del Galles centrale e occidentale.
È stato eletto per la prima volta all'Assemblea  nel 2007. Fino a marzo 2009 è stato ministro ombra per la cultura, la lingua gallese e lo sport. Dal marzo 2009 fino alle elezioni dell'Assemblea del 2011, Davies è stato il ministro ombra per l'istruzione e la lingua gallese. Dopo la sua rielezione come membro dell'Assemblea per Preseli Pembrokeshire nel maggio 2011, è stato leader ad interim del gruppo conservatore nell'Assemblea, prima di essere nominato vice capo del gruppo conservatore dell'Assemblea e ministro ombra delle finanze.
Nel settembre 2018 è stato eletto leader dei Conservatori gallesi, ottenendo il 68,1% dei voti contro la sua avversaria, Suzy Davies.